# 天使的3P！
《天使的3P！》是蒼山探所寫的日本輕小說，由Tinkle繪製插畫。
已發布改編漫畫、電視動畫。

## 概要
《天使的3P！》為蒼山探的第2部作品，前作為獲得第15回電擊小說大賞銀賞的《蘿球社！》，也是繼該作後蒼山探與Tinkle的再次合作。此作有3首由作者以Vocaloid所作的作中曲。並在「電擊文庫 秋之祭典2015」中決定進行團體活動並改編成廣播劇CD。標題的3P意指「Three Pieces」。
2016年10月2日在「電擊文庫 秋之祭典2016」中決定改編成電視動畫，於2017年7月10日播出。

## 故事簡介
拒絕上學的高中生貫井響喜歡用歌唱軟體製作歌曲並上傳到網路上。某一天響收到了一封想和他見面的郵件，而當響前去赴約時，沒想到和他見面的卻是五島潤、紅葉谷希美、金城空三名小學五年級的女生。

## 登場角色

### 主角
貫井響（聲：井上雄貴）
就讀新井田西高校普通科1年A班的男學生。由於小學的國語課發表的詩被大家嘲笑，因此從中學一年級開始便不去上學，於閒暇的時候便開始學吉他、並以「響P」這個名字在視頻網站上傳自己創作的曲子。

### 小翅膀

#### Lien de famille
五島潤（聲：大野柚布子）
就讀城見台小學校5年2班的女孩子。負責吉他，也是樂團的主唱。聽力很好，能馬上判別響創作的樂曲。
紅葉谷希美（聲：遠藤祐里香）
就讀城見台小學校5年2班的女孩子。負責貝斯。由於是英國混血兒，跟同年紀的女孩子相比身材很好。
金城空（聲：古賀葵）
就讀城見台小學校5年2班的女孩子。負責打鼓。常常一副想睡覺的表情，但在三人組中卻很有行動力。

#### 其他居民
鳥海櫻花（聲：伊藤加奈惠）
就讀新井田西高校普通科1年A班的女學生，響的同學，與響在中學時期就有見過面。喜歡響創作的詩，經常幫不上學的響送講義。在麵包店「Sanois」打工，對響有好感，興趣是釣魚。
佐渡正義（聲：大川透）
兒童養護設施「小翅膀」的負責人，被設施的孩子們稱為神父。喜歡搖滾樂並收集各種樂器，也是讓潤她們組成樂團的契機，興趣是釣魚。

### Dragon≒Nuts
貫井胡桃（聲：日高里菜）
就讀城見台小學校5年2班，響的妹妹，在學校擔任班長，並幫忙家裡作大部分的家事。被小梅挑撥後加入Dragon≒Nuts。
尾城小梅（聲：花澤香菜）
就讀城見台小學校5年2班的女孩子。以「霧夢」一名進行活動，很有人氣的網路繪師，因為喜歡響的歌曲而認識響並且幫他作畫。
本身是雙龍島上貴龍神社的「龍之女巫」，從出生開始就要被當作「御靈代」侍奉。後來在響等人的幫忙下解放了御靈代的使命，和柚葉一起搬到響居住的地方生活。
相江柚葉（聲：井口裕香）
就讀城見台小學校5年2班的女孩子。有著如同國中生的身體外觀，是代代侍奉雙龍島「龍之女巫」的家族。在動畫中擔任主演唱。

### 其他
貫井啟介
響的父親。戴著眼鏡。因為製藥公司工作的關係而很少回家。
貫井杏希
響的母親。
尾城小百合（聲：日笠陽子）
小梅的母親。曾擔任雙龍島上貴龍神社的「龍之女巫」。
尾城健太（聲：三宅健太）
小梅的父親。

## 出版書籍

### 輕小說
| 集數 | ASCII Media Works | ASCII Media Works      | 台灣角川       | 台灣角川               |
| 集數 | 發售日期          | ISBN                   | 出版日期       | ISBN                   |
| ---- | ----------------- | ---------------------- | -------------- | ---------------------- |
| 1    | 2012年6月10日     | ISBN 978-4-04-886627-9 | 2014年7月26日  | ISBN 978-986-366-038-5 |
| 2    | 2013年12月10日    | ISBN 978-4-04-866025-9 | 2014年12月4日  | ISBN 978-986-366-038-5 |
| 3    | 2014年6月10日     | ISBN 978-4-04-866646-6 | 2015年6月18日  | ISBN 978-986-366-542-7 |
| 4    | 2014年10月10日    | ISBN 978-4-04-869007-2 | 2015年12月9日  | ISBN 978-986-366-854-1 |
| 5    | 2015年2月10日     | ISBN 978-4-04-869257-1 | 2016年5月23日  | ISBN 978-986-473-101-5 |
| 6    | 2015年10月10日    | ISBN 978-4-04-865448-7 | 2017年2月23日  | ISBN 978-986-473-513-6 |
| 7    | 2016年4月9日      | ISBN 978-4-04-865877-5 | 2017年4月19日  | ISBN 978-986-473-600-3 |
| 8    | 2016年10月8日     | ISBN 978-4-04-892405-4 | 2017年7月19日  | ISBN 978-986-473-794-9 |
| 9    | 2017年3月10日     | ISBN 978-4-04-892746-8 | 2017年11月20日 | ISBN 978-986-473-997-4 |
| 10   | 2017年7月7日      | ISBN 978-4-04-893229-5 | 2018年10月25日 | ISBN 978-957-564-489-5 |
| 11   | 2018年2月10日     | ISBN 978-4-04-893618-7 | 2019年7月8日   | ISBN 978-957-743-076-2 |

### 漫畫
- 《天使的3P！的3P!!》，由作畫，於 《電擊萌王》2013年12月號開始連載[27]。內容是以戲仿原作舞台背景[28]為主的漫畫作品。

| 卷數 | ASCII Media Works | ASCII Media Works      |
| 卷數 | 發售日期          | ISBN                   |
| ---- | ----------------- | ---------------------- |
| 1    | 2015年7月10日     | ISBN 978-4-04-865170-7 |
| 2    | 2017年3月10日     | ISBN 978-4-04-892571-6 |

- 《天使的3P！》，由水谷悠珠作畫[31]，於《電擊Comic（日语：電撃G'sコミック）》（ASCII Media Works）Vol.2開始連載[32]。以改編原作為主的漫畫作品。

| 卷數 | ASCII Media Works | ASCII Media Works      |
| 卷數 | 發售日期          | ISBN                   |
| ---- | ----------------- | ---------------------- |
| 1    | 2014年11月10日    | ISBN 978-4-04-869030-0 |
| 2    | 2015年7月10日     | ISBN 978-4-04-865214-8 |
| 3    | 2016年2月10日     | ISBN 978-4-04-865746-4 |
| 4    | 2016年10月8日     | ISBN 978-4-04-892475-7 |
| 5    | 2017年7月10日     | ISBN 978-4-04-892984-4 |
| 6    | 2017年9月8日      | ISBN 978-4-04-893316-2 |
| 7    | 2018年7月10日     | ISBN 978-4-04-893898-3 |
| 8    | 2018年11月27日    | ISBN 978-4-04-912184-1 |

## 電視動畫
於2017年7月播出。DVD和BD於2017年至2018年發售。

### 製作人員
- 監督：柳伸亮[4]
- 系列構成、劇本：雜破業
- 副監督：岩田和也
- 角色設計：野口孝行
- 道具設計：北山景子、矢野茜、奧田佳子
- 樂器設計：大藤玲一郎[6]
- 美術監督：田邊浩子
- 美術設定：成田偉保、渡部隆
- 色彩設定：鈴木洋子
- CG Line監督：遠藤誠
- 攝影監督：川田哲矢
- 編輯：三島章紀
- 音響監督：納谷僚介
- 音樂：松田彬人
- 音樂製作：Lantis
- 音樂監製：木皿陽平（日语：木皿陽平）
- 製作人：里見哲朗（日语：里見哲朗）
- 製作監製：糀谷智司
- 動畫監製：BARNUM STUDIO
- 動畫製作：project No.9
- 製作：小翅膀

### 主題曲
片頭曲
作詞：真崎エリカ，作曲、編曲：高橋諒，主唱：Baby's breath［五島潤（大野柚布子）、紅葉谷希美（遠藤祐里香）、金城空（古賀葵）〕
片尾曲「楔」
作詞：，作曲、編曲：本多友紀，主唱：Baby's breath［五島潤（大野柚布子）、紅葉谷希美（遠藤祐里香）、金城空（古賀葵）］
插入曲
（第1話）
作詞：，作曲、編曲：高田曉，主唱：五島潤（大野柚布子）、紅葉谷希美（遠藤祐里香）、金城空（古賀葵）
（第1話）
作詞：，作曲、編曲：高田曉，主唱：歌唱軟體聲（小倉唯）
「HOWLING」（第4話、第5話）
作詞：，作曲、編曲：佐伯高志，主唱：五島潤（大野柚布子）、紅葉谷希美（遠藤祐里香）、金城空（古賀葵）
（第6話）
作詞：，作曲、編曲：奈須野新平、廣澤優也，主唱：五島潤（大野柚布子）、紅葉谷希美（遠藤祐里香）、金城空（古賀葵）
「INNOCENT BLUE（ボーカルソフトアレンジ）」（第7話、第8話）
作詞：，作曲、編曲：Meis Clauson，主唱：歌唱軟體聲（小倉唯）
「INNOCENT BLUE」（第9話）
作詞：，作曲、編曲：Meis Clauson，主唱：五島潤（大野柚布子）、紅葉谷希美（遠藤祐里香）、金城空（古賀葵）
（第9話）
作詞：，作曲、編曲：奈須野新平、廣澤優也，主唱：五島潤（大野柚布子）、紅葉谷希美（遠藤祐里香）、金城空（古賀葵）
（第10話）
作詞、作曲：tororo，編曲：Angel Note，主唱：相江柚葉（井口裕香）
（第10話）
作詞：伊達步，作曲：水谷公生，編曲、演奏：LAZY
（第12話）
作詞：，作曲：奈須野新平、廣澤優也，編曲：，主唱：歌唱軟體聲（小倉唯）
（第12話）
作詞：，作曲：奈須野新平、廣澤優也，編曲：，主唱：相江柚葉（井口裕香）
（第12話）
作詞：，作曲、編曲：伊藤賢，主唱：五島潤（大野柚布子）、紅葉谷希美（遠藤祐里香）、金城空（古賀葵）

### 各話列表
| 話數 | 日文標題 | 中文標題                                    | 分鏡     | 演出     | 作畫監督                                                        | 改編原作小說 |
| ---- | -------- | ------------------------------------------- | -------- | -------- | --------------------------------------------------------------- | ------------ |
| #01  |          | 被小學生震驚！                              | 柳伸亮   | 篠崎康行 | 松尾真彥、渡邊奏                                                | 第1卷        |
| #02  |          | 想要一起做到的心意                          | 岩田和也 | 藏本穗高 | 森出剛、藤澤俊幸                                                | 第1卷        |
| #03  |          | 停滯少年的下降和逃跑，與從教堂來的少女們    | 岩田和也 | 川西泰二 | 柳孝相、正金寺直子 森出剛、藤澤俊幸                             | 第1卷        |
| #04  |          | 人生盡是Rock'n'Roll                         | 河原龍太 | 河原龍太 | 柳孝相、大木賢一 西川真人、藤澤俊幸                             | 第1卷        |
| #05  |          | 給你拍照真開心。 因為你那麼可愛卻全然不知。 | 今泉賢一 | 村田尚樹 | 山村俊了、北原章雄                                              | 第2卷        |
| #06  |          | 不要帶走貝斯手！                            | 宮澤努   | 篠崎康行 | 藤澤俊幸、森出剛                                                | 第2卷        |
| #07  |          | 驚人的請帖                                  | 中山洋   | 長尾聰浩 | PARK ERI、SONG MIN JU                                           | 第3卷        |
| #08  |          | 壁畫的美少女                                | 藤澤俊幸 | 永野孝明 | 寶井俊介、島田英明                                              | 第3卷        |
| #09  |          | 因為來晚了可能無法拯救溺水神明的小學生們    | 今泉賢一 | 篠崎康行 | 藤澤俊幸、大木賢一 正金寺直子、森出剛 渡邊奏、田角麻奈美        | 第3卷        |
| #10  |          | 完全就是約會                                | 島津裕行 | 藤本義孝 | 松尾真彥、ANIHOUSE SUN 金正男                                   | 第3卷 第4卷  |
| #11  |          | 對局與旋律                                  | 朝倉     | 長尾聰浩 | LEE JOOHYUN、ANIHOUSE SUN                                       | 第4卷        |
| #12  |          | 不得不愛上音樂                              | 藤澤俊幸 | 岩田和也 | 藤澤俊幸、松尾真彥 渡邊奏、佐藤麻里那 森出剛、大木賢一 佐藤篤志 | 第4卷        |

### BD&DVD
| 卷數 | 發行日期      | 收錄話數       | 規格編號  | 規格編號  |
| 卷數 | 發行日期      | 收錄話數       | BD        | DVD       |
| ---- | ------------- | -------------- | --------- | --------- |
| 1    | 2017年10月3日 | 第1話－第2話   | BIXA-1171 | BIBA-3201 |
| 2    | 2017年11月2日 | 第3話－第4話   | BIXA-1172 | BIBA-3202 |
| 3    | 2017年12月2日 | 第5話－第6話   | BIXA-1173 | BIBA-3203 |
| 4    | 2018年1月6日  | 第7話－第8話   | BIXA-1174 | BIBA-3204 |
| 5    | 2018年2月2日  | 第9話－第10話  | BIXA-1175 | BIBA-3205 |
| 6    | 2018年3月2日  | 第11話－第12話 | BIXA-1176 | BIBA-3206 |

## 外部連結
- 電視動畫「天使的3P！」官方網站 （页面存档备份，存于）（日語）
- 「天使的3P！」電視動畫官網的X（前Twitter）（日語）